# Discografia degli U2
La seguente è la discografia degli U2, gruppo musicale rock irlandese in attività dal 1976.

## Album

### Album in studio
| Anno                                                                          | Titolo | Classifiche | Classifiche | Classifiche | Classifiche | Classifiche | Classifiche | Classifiche | Classifiche | Classifiche | Classifiche | Classifiche | Classifiche | Classifiche | Classifiche | Classifiche | Classifiche | Certificazioni |
| Anno                                                                          | Titolo | IRL         | AUS         | AUT         | CAN         | ESP         | FIN         | FRA         | GER         | ITA         | NLD         | NOR         | NZ          | SWE         | SWI         | UK          | US          | Certificazioni |
| ----------------------------------------------------------------------------- | --- | ----------- | ----------- | ----------- | ----------- | ----------- | ----------- | ----------- | ----------- | ----------- | ----------- | ----------- | ----------- | ----------- | ----------- | ----------- | ----------- | --- |
| 1980                                                                          | Boy - Pubblicazione: 20 ottobre 1980 - Etichetta: Island - Formati: LP, MC, CD                                                   | 13          | 35          | —           | 12          | 42          | —           | 18          | 89          | 36          | 29          | —           | 13          | 38          | —           | 52          | 63          | - CAN: Platino - FRA: Oro - UK: Oro - US: Platino |
| 1981                                                                          | October - Pubblicazione: 16 ottobre 1981 - Etichetta: Island - Formati: LP, MC, CD                                               | 17          | 34          | —           | —           | 41          | —           | 20          | 96          | 35          | 31          | —           | 6           | 40          | —           | 11          | 104         | - FRA: Oro - UK: Platino - US: Platino |
| 1983                                                                          | War - Pubblicazione: 28 febbraio 1983 - Etichetta: Island - Formati: LP, MC, CD                                                  | 16          | 9           | —           | 4           | 38          | 26          | 4           | 59          | 31          | 3           | 15          | 5           | 2           | —           | 1           | 12          | - CAN: 3× Platino - FRA: 2× Platino - GER: Oro - NLD: Oro - SWI: Oro - UK: 2× Platino - US: 4× Platino                                                              |
| 1984                                                                          | The Unforgettable Fire - Pubblicazione: 1º ottobre 1984 - Etichetta: Island - Formati: LP, MC, 8-track, CD                       | 53          | 1           | —           | 5           | —           | 14          | 9           | 14          | 5           | 1           | 6           | 1           | 6           | 24          | 1           | 12          | - CAN: 3× Platino - FRA: Oro - NLD: Oro - UK: 2× Platino - US: 3× Platino                                                                                           |
| 1987                                                                          | The Joshua Tree - Pubblicazione: 9 marzo 1987 - Etichetti: Island - Formati: LP, MC, 8-track, CD                                 | 1           | 3           | 1           | 1           | 1           | 1           | 1           | 1           | 1           | 1           | 4           | 1           | 1           | 1           | 1           | 1           | - AUT: 3× Oro - CAN: Diamante - FIN: Oro - FRA: 2× Platino - GER: 2× Platino - ITA: Platino - NLD: Platino - UK: 10× Platino - US: Diamante                         |
| 1988                                                                          | Rattle and Hum - Pubblicazione: 10 ottobre 1988 - Etichetta: Island - Formati: LP, 8-track, MC, CD                               | 1           | 1           | 1           | 1           | 1           | 1           | 8           | 1           | 1           | 1           | 1           | 1           | 1           | 2           | 1           | 1           | - CAN: 7× Platino - FIN: Oro - FRA: Platino - GER: Platino - NLD: Platino - SWI: 2× Platino - UK: 4× Platino - US: 5× Platino                                       |
| 1991                                                                          | Achtung Baby - Pubblicazione: 19 novembre 1991 - Etichetta: Island - Formati: CD, LP, MC                                         | 1           | 1           | 2           | 1           | 6           | 3           | 1           | 4           | 2           | 2           | 4           | 1           | 3           | 3           | 2           | 1           | - AUS: 5× Platino - AUT: Platino - CAN: Diamante - FIN: Oro - FRA: 2× Platino - GER: Platino - ITA: Oro - NLD: Platino - SWI: Oro - UK: 4× Platino - US: 8× Platino |
| 1993                                                                          | Zooropa - Pubblicazione: 6 luglio 1993 - Etichetta: Island - Formati: CD, LP, MC                                                 | 1           | 1           | 1           | 1           | 2           | 2           | 1           | 1           | 1           | 1           | 3           | 1           | 1           | 1           | 1           | 1           | - AUT: Oro - CAN: 4× Platino - FIN: Oro - FRA: Platino - GER: Oro - UK: Platino - US: 2× Platino                                                                    |
| 1997                                                                          | Pop - Pubblicazione: 4 marzo 1997 - Etichetta: Island - Formati: CD, LP, MC                                                      | 1           | 1           | 1           | 1           | 1           | 1           | 1           | 1           | 1           | 1           | 1           | 1           | 1           | 1           | 1           | 1           | - AUS: Platino - AUT: Platino - CAN: 3× Platino - FIN: Oro - FRA: Platino - GER: Oro - ITA: 3× Platino - NLD: Oro - SWI: Platino - UK: Platino - US: Platino        |
| 2000                                                                          | All That You Can't Leave Behind - Pubblicazione: 30 ottobre 2000 - Etichetta: Island - Formati: CD, LP, MC                       | 1           | 1           | 1           | 1           | 1           | 1           | 1           | 1           | 1           | 1           | 1           | 1           | 2           | 1           | 1           | 3           | - AUS: 5× Platino - AUT: Platino - CAN: 5× Platino - FIN: Oro - FRA: Platino - GER: 3× Oro - NLD: 2× Platino - SWI: 2× Platino - UK: 3× Platino - US: 4× Platino    |
| 2004                                                                          | How to Dismantle an Atomic Bomb - Pubblicazione: 23 novembre 2004 - Etichetta: Island - Formati: CD, LP, MC, download digitale   | 1           | 1           | 1           | 1           | 1           | 1           | 1           | 1           | 1           | 1           | 1           | 1           | 1           | 1           | 1           | 1           | - AUS: 4× Platino - AUT: Platino - CAN: 5× Platino - FIN: Oro - FRA: Platino - GER: 3× Oro - IRL: 10× Platino - NLD: Oro - UK: 4× Platino - US: 3× Platino          |
| 2009                                                                          | No Line on the Horizon - Pubblicazione: 2 marzo 2009 - Etichetta: Island/Interscope Records - Formati: CD, LP, download digitale | 1           | 1           | 1           | 1           | 1           | 1           | 1           | 1           | 1           | 1           | 1           | 1           | 2           | 1           | 1           | 1           | - AUS: Platino - CAN: 2× Platino - FIN: Oro - GER: Platino - IRL: 4× Platino - ITA: 3× Platino - NLD: 2× Platino - SWI: Platino - UK: Platino - US: Platino         |
| 2014                                                                          | Songs of Innocence - Pubblicazione: 9 settembre 2014 - Etichetta: Island - Formati: CD, 2 CD, 2 LP, download digitale            | 2           | 7           | 2           | 5           | 1           | 10          | 1           | 2           | 1           | 1           | 6           | 6           | 2           | 3           | 6           | 9           | - AUT: Platino - ESP: Oro - ITA: 2× Platino - NLD: Platino - UK: Argento                                                                                            |
| 2017                                                                          | Songs of Experience - Pubblicazione: 1º dicembre 2017 - Etichetta: Island - Formati: CD, 2 LP, download digitale                 | 1           | 5           | 2           | 1           | 2           | 6           | 2           | 2           | 2           | 1           | 5           | 9           | 2           | 2           | 5           | 1           | - AUT: Oro - CAN: Oro - FRA: Platino - ITA: 2× Platino - UK: Oro |
| 2023                                                                          | Songs of Surrender - Pubblicazione: 17 marzo 2023 - Etichetta: Island - Formati: CD, LP, MC, download digitale                   | 1           | 1           | 1           | 5           | 2           | 29          | 2           | 1           | 1           | 1           | 12          | 8           | 24          | 1           | 1           | 5           | |
| "—" indica una pubblicazione non classificata o non pubblicata in quel Paese. | |             |             |             |             |             |             |             |             |             |             |             |             |             |             |             |             | |

### Album dal vivo
| Anno                                                                          | Titolo | Classifiche | Classifiche | Classifiche | Classifiche | Classifiche | Classifiche | Classifiche | Classifiche | Classifiche | Classifiche | Classifiche | Classifiche | Classifiche | Certificazioni                                                                    |
| Anno                                                                          | Titolo | IRL         | AUS         | ESP         | FIN         | FRA         | GER         | ITA         | NLD         | NZ          | POR         | SWE         | UK          | US          | Certificazioni                                                                    |
| ----------------------------------------------------------------------------- | --- | ----------- | ----------- | ----------- | ----------- | ----------- | ----------- | ----------- | ----------- | ----------- | ----------- | ----------- | ----------- | ----------- | --------------------------------------------------------------------------------- |
| 1983                                                                          | Under a Blood Red Sky - Pubblicazione: 7 novembre 1983 - Etichetta: Island - Formati: LP, MC, CD                    | 48          | 2           | 36          | 20          | 2           | 20          | 24          | 5           | 1           | 20          | 22          | 2           | 28          | - CAN: 2× Platino - FRA: Platino - GER: Platino - UK: 3× Platino - US: 3× Platino |
| 2000                                                                          | Hasta la Vista Baby! - Etichetta: Island - Formato: CD                                                              | —           | —           | —           | —           | —           | —           | —           | —           | —           | —           | —           | —           | —           |                                                                                   |
| 2004                                                                          | Live from Boston 1981 - Pubblicazione: 23 novembre 2004 - Etichetta: Island - Formati: CD, LP, MC                   | —           | —           | —           | —           | —           | —           | —           | —           | —           | —           | —           | —           | —           |                                                                                   |
| 2004                                                                          | Live from the Point Depot - Pubblicazione: 23 novembre 2004 - Etichetta: Island - Formati: CD, LP, MC               | —           | —           | —           | —           | —           | —           | —           | —           | —           | —           | —           | —           | —           |                                                                                   |
| 2005                                                                          | U2.COMmunication - Pubblicazione: novembre 2005 - Etichetta: Island - Formato: CD                                   | —           | —           | —           | —           | —           | —           | —           | —           | —           | —           | —           | —           | —           |                                                                                   |
| 2008                                                                          | Live from Paris - Pubblicazione: luglio 2008 - Etichetta: Island - Formato: download digitale                       | —           | —           | 77          | —           | —           | —           | —           | —           | —           | —           | —           | —           | 54          |                                                                                   |
| 2012                                                                          | U22 - Pubblicazione: maggio 2012 - Etichetta: indipendente - Formato: CD                                            | —           | —           | —           | —           | —           | —           | —           | —           | —           | —           | —           | —           | —           |                                                                                   |
| 2013                                                                          | From the Ground Up - Edge's Picks from U2360° - Pubblicazione: gennaio 2013 - Etichetta: indipendente - Formato: CD | —           | —           | —           | —           | —           | —           | —           | —           | —           | —           | —           | —           | —           |                                                                                   |
| "—" indica una pubblicazione non classificata o non pubblicata in quel Paese. | |             |             |             |             |             |             |             |             |             |             |             |             |             |                                                                                   |

### Raccolte
| 1995                                                                          | Melon: Remixes for Propaganda - Etichetta: Island Records - Formati: CD, LP, MC                                | — | — | — | — | — | —  | — | — | — | — | — | — | — | — | — | —  | |
| 1998                                                                          | The Best of 1980-1990 - Pubblicazione: 10 novembre 1998 - Etichetta: Island Records - Formati: CD, LP, MC      | 1 | 1 | 1 | 1 | 1 | 3  | 1 | 1 | 1 | 1 | 1 | 2 | 1 | 1 | 1 | 2  | - AUS: 8× Platino - AUT: 2× Platino - CAN: 6× Platino - FIN: Oro - FRA: 2× Platino - GER: Platino - ITA: Oro - NLD: Platino - SWI: 3× Platino - UK: 5× Platino - US: 4× Platino |
| 2002                                                                          | The Best of 1990-2000 - Pubblicazione: 12 novembre 2002 - Etichetta: Island Records - Formati: CD, LP, MC      | 1 | 1 | 1 | 1 | 1 | 4  | 1 | 4 | 1 | 1 | 1 | 2 | 6 | 1 | 2 | 3  | - AUS: 2× Platino - AUT: Platino - CAN: 3× Platino - FIN: Oro - FRA: 2× Oro - GER: Oro - ITA: Oro - NLD: Platino - SWI: 2× Platino - UK: 2× Platino - US: Platino               |
| 2004                                                                          | Unreleased and Rare - Pubblicazione: 23 novembre 2004 - Etichetta: Island Records - Formato: download digitale | — | — | — | — | — | —  | — | — | — | — | — | — | — | — | — | —  | |
| 2006                                                                          | U218 Singles - Pubblicazione: 17 novembre 2006 - Etichetta: Island Records - Formati: CD, LP, MC               | 1 | 1 | 2 | 3 | 2 | 10 | 1 | 5 | 4 | 3 | 1 | 5 | 4 | 1 | 4 | 12 | - AUS: 4× Platino - CAN: Platino - GER: Platino - IRL: 6× Platino - ITA: Platino - NLD: Oro - SWI: Platino - UK: 4× Platino                                                     |
| 2009                                                                          | Medium, Rare & Remastered - Pubblicazione: 22 febbraio 2009 - Etichetta: Universal - Formati: CD               | — | — | — | — | — | —  | — | — | — | — | — | — | — | — | — | —  | |
| 2010                                                                          | Artificial Horizon - Pubblicazione: febbraio 2010 - Etichetta: Island - Formati: CD                            | — | — | — | — | — | —  | — | — | — | — | — | — | — | — | — | —  | |
| 2011                                                                          | Duals - Pubblicazione: febbraio 2011 - Etichetta: Island - Formati: CD                                         | — | — | — | — | — | —  | — | — | — | — | — | — | — | — | — | —  | |
| "—" indica una pubblicazione non classificata o non pubblicata in quel Paese. | |   |   |   |   |   |    |   |   |   |   |   |   |   |   |   |    | |

### Colonne sonore
| Anno | Titolo | Classifiche | Classifiche | Classifiche | Classifiche | Classifiche | Classifiche | Classifiche | Classifiche | Classifiche | Classifiche |
| Anno | Titolo | AUS         | AUT         | FRA         | GER         | NLD         | NZL         | NOR         | SWE         | SWI         | US          |
| ---- | --- | ----------- | ----------- | ----------- | ----------- | ----------- | ----------- | ----------- | ----------- | ----------- | ----------- |
| 2000 | The Million Dollar Hotel - Pubblicazione: 13 marzo 2000 - Etichetta: Island Records - Formati: CD, LP, MC | 18          | 10          | 16          | 12          | 52          | 30          | 9           | 27          | 26          | 104         |

### Box set
| Anno | Titolo                                                                                              |
| ---- | --------------------------------------------------------------------------------------------------- |
| 2004 | The Complete U2 - Pubblicazione: 23 novembre 2004 - Etichetta: Island Records - Formati: CD, LP, MC |

## Collaborazioni
| 1994                                                                          | Alternative NRG (con Artisti Vari per Greenpeace) - Pubblicazione: 4 febbraio 1994 - Etichetta: Hollywood Records - Formati: CD, LP, MC | —  | —  | —  | —  | —  | — | —  | — | —  | —  | —  |
| 1995                                                                          | Original Soundtracks 1 (con Brian Eno come "Passengers") - Pubblicazione: 7 novembre 1995 - Etichetta: Island - Formati: CD, LP, MC     | 11 | 40 | 15 | 32 | 46 | 5 | 38 | 9 | 28 | 12 | 76 |
| "—" indica una pubblicazione non classificata o non pubblicata in quel Paese. | |    |    |    |    |    |   |    |   |    |    |    |

## Extended play
| Anno                                                                          | Titolo | Classifiche | Classifiche | Classifiche | Classifiche | Classifiche | Classifiche | Classifiche | Certificazioni                                |
| Anno                                                                          | Titolo | IRL         | CAN         | FIN         | NOR         | SWE         | UK          | US          | Certificazioni                                |
| ----------------------------------------------------------------------------- | --- | ----------- | ----------- | ----------- | ----------- | ----------- | ----------- | ----------- | --------------------------------------------- |
| 1979                                                                          | Three - Pubblicazione: 22 settembre 1979 - Etichetta: Island Records - Formato: LP                                            | 19          | —           | —           | —           | —           | —           | —           |                                               |
| 1985                                                                          | Wide Awake in America - Pubblicazione: 10 giugno 1985 - Etichetta: Island Records - Formati: LP, MC, CD                       | —           | —           | 36          | 16          | 11          | 11          | 37          | - CAN: Platino - UK: Argento - US: 2× Platino |
| 1997                                                                          | Please: Popheart Live EP - Pubblicazione: 8 settembre 1997 - Etichetta: Island Records - Formati: CD, LP, MC                  | —           | 4           | —           | —           | —           | 7           | —           |                                               |
| 2002                                                                          | 7 - Pubblicazione: 22 gennaio 2002 - Etichetta: Island Records - Formati: CD                                                  | —           | —           | —           | —           | —           | —           | —           |                                               |
| 2003                                                                          | Exclusive - Pubblicazione: 24 aprile 2003 - Etichetta: Island Records - Formato: Download digitale                            | —           | —           | —           | —           | —           | —           | —           |                                               |
| 2004                                                                          | Early Demos - Pubblicazione: 23 novembre 2004 - Etichetta: Island Records - Formato: Download digitale                        | —           | —           | —           | —           | —           | —           | —           |                                               |
| 2004                                                                          | Live from Under the Brooklyn Bridge - Pubblicazione: 9 dicembre 2004 - Etichetta: Island Records - Formato: Download digitale | —           | —           | —           | —           | —           | —           | —           |                                               |
| 2010                                                                          | Wide Awake in Europe - Pubblicazione: 26 novembre 2010 - Etichetta: Interscope - Formato: CD                                  | —           | —           | —           | —           | —           | —           | —           |                                               |
| 2019                                                                          | The Europa EP - Pubblicazione: 13 aprile 2019 - Etichetta: UMC - Formato: LP                                                  | —           | —           | —           | —           | —           | —           | —           |                                               |
| 2024                                                                          | ZOO TV Live in Dublin 1993 - Pubblicazione: 30 agosto 2024 - Etichetta: UMC - Formato: LP, CD                                 | —           | —           | —           | —           | —           | —           | —           |                                               |
| "—" indica una pubblicazione non classificata o non pubblicata in quel Paese. | |             |             |             |             |             |             |             |                                               |

## Singoli

### Anni 1980
| Anno                                                                   | Titolo                                     | Classifiche | Classifiche | Classifiche | Classifiche | Classifiche | Classifiche | Classifiche | Classifiche | Classifiche | Classifiche | Classifiche | Classifiche | Classifiche | Classifiche | Classifiche | Classifiche | Classifiche | Album di provenienza   |
| Anno                                                                   | Titolo                                     | IRL         | AUS         | AUT         | CAN         | ESP         | FIN         | FRA         | GER         | ITA         | NLD         | NOR         | NZ          | SWE         | SWI         | UK          | US          | US Main.    | Album di provenienza   |
| ---------------------------------------------------------------------- | ------------------------------------------ | ----------- | ----------- | ----------- | ----------- | ----------- | ----------- | ----------- | ----------- | ----------- | ----------- | ----------- | ----------- | ----------- | ----------- | ----------- | ----------- | ----------- | ---------------------- |
| 1980                                                                   | Another Day                                | —           | —           | —           | —           | —           | —           | —           | —           | —           | —           | —           | —           | —           | —           | —           | —           | —           | /                      |
| 1980                                                                   | 11 O'Clock Tick Tock                       | —           | —           | —           | —           | —           | —           | —           | —           | —           | —           | —           | —           | —           | —           | —           | —           | —           | /                      |
| 1980                                                                   | A Day Without Me                           | —           | —           | —           | —           | —           | —           | —           | —           | —           | —           | —           | —           | —           | —           | —           | —           | —           | Boy                    |
| 1980                                                                   | I Will Follow                              | —           | 71          | —           | —           | —           | —           | —           | —           | —           | —           | —           | 34          | —           | —           | —           | —           | 20          | Boy                    |
| 1981                                                                   | Fire                                       | 4           | —           | —           | —           | —           | —           | —           | —           | —           | —           | —           | —           | —           | —           | 35          | —           | —           | October                |
| 1981                                                                   | Gloria                                     | 10          | 32          | —           | —           | —           | —           | —           | —           | —           | —           | —           | 15          | —           | —           | 55          | —           | —           | October                |
| 1982                                                                   | A Celebration                              | 15          | 83          | —           | —           | —           | —           | —           | —           | —           | —           | —           | —           | —           | —           | 47          | —           | —           | /                      |
| 1982                                                                   | I Will Follow (live from Hattem)           | —           | —           | —           | —           | —           | —           | —           | —           | —           | 12          | —           | —           | —           | —           | —           | —           | —           | /                      |
| 1983                                                                   | New Year's Day                             | 2           | 36          | —           | 41          | 34          | —           | —           | —           | —           | 9           | 9           | 32          | 17          | —           | 10          | 53          | 2           | War                    |
| 1983                                                                   | Two Hearts Beat as One                     | 2           | 53          | —           | —           | —           | —           | —           | —           | —           | —           | —           | 16          | —           | —           | 18          | —           | 12          | War                    |
| 1983                                                                   | Sunday Bloody Sunday                       | —           | —           | —           | —           | —           | —           | —           | —           | —           | 3           | —           | —           | —           | —           | —           | —           | 7           | War                    |
| 1983                                                                   | 40                                         | —           | —           | —           | —           | —           | —           | —           | —           | —           | —           | —           | —           | —           | —           | —           | —           | —           | War                    |
| 1984                                                                   | I Will Follow (live from West Germany)     | —           | —           | —           | —           | —           | —           | —           | —           | —           | —           | —           | —           | —           | —           | —           | 81          | —           | Under a Blood Red Sky  |
| 1984                                                                   | Pride (In the Name of Love)                | 2           | 4           | —           | 26          | —           | 23          | —           | 27          | 27          | 5           | 7           | 1           | 12          | —           | 3           | 33          | 2           | The Unforgettable Fire |
| 1984                                                                   | Wire                                       | —           | —           | —           | —           | —           | —           | —           | —           | —           | —           | —           | —           | —           | —           | —           | —           | 31          | The Unforgettable Fire |
| 1985                                                                   | The Unforgettable Fire                     | 1           | 59          | —           | —           | —           | —           | —           | —           | —           | 4           | —           | 3           | —           | —           | 6           | —           | —           | The Unforgettable Fire |
| 1985                                                                   | Bad                                        | —           | —           | —           | —           | —           | —           | —           | —           | —           | —           | —           | —           | —           | —           | —           | —           | 19          | The Unforgettable Fire |
| 1985                                                                   | The Three Sunrises                         | —           | —           | —           | —           | —           | —           | —           | —           | —           | —           | —           | —           | —           | —           | —           | —           | 16          | Wide Awake in America  |
| 1987                                                                   | With or Without You                        | 1           | 9           | 15          | 1           | 5           | 5           | 10          | 7           | 18          | 2           | —           | 5           | 13          | 10          | 4           | 1           | 1           | The Joshua Tree        |
| 1987                                                                   | I Still Haven't Found What I'm Looking For | 1           | 17          | 10          | 6           | 16          | 6           | 37          | 13          | 22          | 6           | —           | 2           | 11          | 18          | 6           | 1           | 2           | The Joshua Tree        |
| 1987                                                                   | Where the Streets Have No Name             | 1           | 27          | —           | 11          | 19          | 21          | —           | 44          | 12          | 7           | —           | 1           | —           | —           | 4           | 13          | 11          | The Joshua Tree        |
| 1987                                                                   | In God's Country                           | —           | —           | —           | 25          | —           | —           | —           | —           | —           | —           | —           | —           | —           | —           | 48          | 44          | 6           | The Joshua Tree        |
| 1987                                                                   | Bullet the Blue Sky                        | —           | —           | —           | —           | —           | —           | —           | —           | —           | —           | —           | —           | —           | —           | —           | —           | 14          | The Joshua Tree        |
| 1988                                                                   | One Tree Hill                              | —           | —           | —           | —           | —           | —           | —           | —           | —           | —           | —           | 1           | —           | —           | —           | —           | —           | The Joshua Tree        |
| 1988                                                                   | Desire                                     | 1           | 1           | 19          | 5           | 1           | 3           | 37          | 9           | 1           | 2           | 5           | 1           | 5           | 9           | 1           | 3           | 1           | Rattle and Hum         |
| 1988                                                                   | Angel of Harlem                            | 3           | 18          | —           | —           | 11          | 29          | —           | 31          | 6           | 10          | 1           | —           | —           | 25          | 9           | 14          | 1           | Rattle and Hum         |
| 1988                                                                   | God Part II                                | —           | —           | —           | —           | —           | —           | —           | —           | —           | —           | —           | —           | —           | —           | —           | —           | 8           | Rattle and Hum         |
| 1989                                                                   | When Love Comes to Town (con B.B. King)    | 1           | 23          | —           | 41          | —           | 17          | —           | 64          | 27          | 10          | —           | 4           | 20          | —           | 6           | 68          | 2           | Rattle and Hum         |
| 1989                                                                   | All I Want Is You                          | 1           | 2           | —           | 67          | —           | 7           | —           | —           | 17          | —           | —           | 2           | —           | —           | 4           | 83          | 13          | Rattle and Hum         |
| "—" indica un singolo non classificato o non pubblicato in quel Paese. |                                            |             |             |             |             |             |             |             |             |             |             |             |             |             |             |             |             |             |                        |

### Anni 1990
| Anno                                                                   | Titolo                                  | Classifiche | Classifiche | Classifiche | Classifiche | Classifiche | Classifiche | Classifiche | Classifiche | Classifiche | Classifiche | Classifiche | Classifiche | Classifiche | Classifiche | Classifiche | Classifiche | Classifiche | Classifiche | Album di provenienza               |
| Anno                                                                   | Titolo                                  | IRL         | AUS         | AUT         | CAN         | ESP         | FIN         | FRA         | GER         | ITA         | NLD         | NOR         | NZ          | SWE         | SWI         | UK          | US          | US Main.    | US Alt.     | Album di provenienza               |
| ---------------------------------------------------------------------- | --------------------------------------- | ----------- | ----------- | ----------- | ----------- | ----------- | ----------- | ----------- | ----------- | ----------- | ----------- | ----------- | ----------- | ----------- | ----------- | ----------- | ----------- | ----------- | ----------- | ---------------------------------- |
| 1991                                                                   | The Fly                                 | 1           | 1           | 5           | 16          | 1           | 2           | 6           | 5           | 1           | 5           | 1           | 1           | 3           | 3           | 1           | 61          | 2           | 1           | Achtung Baby                       |
| 1991                                                                   | Mysterious Ways                         | 1           | 3           | —           | 1           | 7           | 8           | 19          | 46          | 3           | 13          | —           | 3           | 17          | 13          | 13          | 9           | 1           | 1           | Achtung Baby                       |
| 1992                                                                   | One                                     | 1           | 4           | —           | 1           | 16          | —           | 13          | 50          | 3           | 12          | —           | 3           | —           | 25          | 7           | 10          | 1           | 1           | Achtung Baby                       |
| 1992                                                                   | Even Better Than the Real Thing         | 3           | 11          | 8           | 3           | —           | 18          | 34          | 28          | 7           | 11          | —           | 8           | 10          | 18          | 12          | 32          | 1           | 5           | Achtung Baby                       |
| 1992                                                                   | Even Better Than the Real Thing (Remix) | 10          | —           | —           | —           | —           | —           | —           | —           | —           | —           | —           | —           | —           | —           | 8           | —           | —           | —           | Achtung Baby                       |
| 1992                                                                   | Who's Gonna Ride Your Wild Horses       | 4           | 9           | 20          | 5           | —           | 5           | —           | 48          | 13          | 14          | 10          | 13          | 19          | 24          | 14          | 35          | 2           | 7           | Achtung Baby                       |
| 1992                                                                   | Until the End of the World              | —           | —           | —           | —           | —           | —           | —           | —           | —           | —           | —           | —           | —           | —           | —           | —           | 5           | 4           | Achtung Baby                       |
| 1993                                                                   | Numb                                    | —           | 7           | —           | 9           | —           | —           | —           | —           | —           | —           | —           | 13          | —           | —           | —           | —           | 18          | 2           | Zooropa                            |
| 1993                                                                   | Zooropa                                 | —           | —           | —           | —           | —           | —           | —           | —           | —           | —           | —           | —           | —           | —           | —           | —           | 8           | 13          | Zooropa                            |
| 1993                                                                   | Lemon                                   | —           | 6           | —           | 20          | —           | —           | —           | —           | 6           | —           | —           | 4           | —           | —           | —           | —           | —           | 3           | Zooropa                            |
| 1993                                                                   | Stay (Faraway, So Close!)               | 1           | 5           | 22          | 14          | 15          | 5           | 18          | 88          | 3           | 10          | —           | 6           | 13          | 20          | 4           | 61          | 12          | 15          | Zooropa                            |
| 1995                                                                   | Hold Me, Thrill Me, Kiss Me, Kill Me    | 1           | 1           | 3           | 3           | —           | 1           | 10          | 8           | 3           | 7           | 1           | 1           | 2           | 5           | 2           | 16          | 1           | 1           | Batman Forever Original Soundtrack |
| 1995                                                                   | Miss Sarajevo                           | 4           | 7           | 22          | 46          | —           | 5           | 8           | 11          | 2           | 5           | 10          | 23          | 35          | 10          | 6           | —           | —           | —           | Original Soundtracks 1             |
| 1997                                                                   | Discothèque                             | 1           | 3           | 9           | 2           | 1           | 1           | 12          | 9           | 1           | 6           | 1           | 1           | 2           | 6           | 1           | 10          | 6           | 1           | Pop                                |
| 1997                                                                   | Staring at the Sun                      | 4           | 23          | 25          | 1           | 8           | 4           | 49          | 41          | 2           | 19          | 9           | 4           | 26          | 29          | 3           | 26          | 2           | 1           | Pop                                |
| 1997                                                                   | Last Night on Earth                     | 11          | 32          | 31          | 18          | —           | 6           | —           | 60          | 2           | 14          | 20          | 36          | 43          | —           | 10          | 57          | 18          | 11          | Pop                                |
| 1997                                                                   | Please                                  | 6           | 21          | —           | 47          | 3           | 7           | 31          | 26          | 4           | 6           | 15          | 32          | 33          | 35          | 7           | —           | —           | 31          | Pop                                |
| 1997                                                                   | If God Will Send His Angels             | 11          | —           | —           | 26          | 5           | 6           | —           | —           | 2           | 24          | —           | 35          | 56          | —           | 12          | —           | —           | —           | Pop                                |
| 1997                                                                   | Mofo                                    | —           | 35          | —           | —           | —           | —           | —           | —           | 26          | —           | —           | —           | —           | —           | —           | —           | —           | —           | Pop                                |
| 1998                                                                   | Sweetest Thing                          | 1           | 6           | 7           | 1           | 2           | 6           | 18          | 21          | 1           | 7           | 4           | 3           | 6           | 28          | 3           | 63          | 31          | 9           | The Best of 1980-1990              |
| "—" indica un singolo non classificato o non pubblicato in quel Paese. |                                         |             |             |             |             |             |             |             |             |             |             |             |             |             |             |             |             |             |             |                                    |

### Anni 2000
| Anno                                                                   | Titolo                                                                 | Classifiche | Classifiche | Classifiche | Classifiche | Classifiche | Classifiche | Classifiche | Classifiche | Classifiche | Classifiche | Classifiche | Classifiche | Classifiche | Classifiche | Classifiche | Classifiche | Classifiche   | Classifiche | Album di provenienza                         |
| Anno                                                                   | Titolo                                                                 | IRL         | AUS         | AUT         | CAN         | ESP         | FIN         | FRA         | GER         | ITA         | NLD         | NOR         | NZ          | SWE         | SWI         | UK          | US          | US Main. Rock | US Alt.     | Album di provenienza                         |
| ---------------------------------------------------------------------- | ---------------------------------------------------------------------- | ----------- | ----------- | ----------- | ----------- | ----------- | ----------- | ----------- | ----------- | ----------- | ----------- | ----------- | ----------- | ----------- | ----------- | ----------- | ----------- | ------------- | ----------- | -------------------------------------------- |
| 2000                                                                   | The Ground Beneath Her Feet                                            | —           | —           | —           | —           | —           | —           | —           | —           | —           | —           | —           | —           | —           | —           | —           | —           | —             | 20          | The Million Dollar Hotel Original Soundtrack |
| 2000                                                                   | Beautiful Day                                                          | 1           | 1           | 7           | 1           | 1           | 1           | 17          | 7           | 1           | 1           | 1           | 7           | 7           | 6           | 1           | 21          | 14            | 5           | All That You Can't Leave Behind              |
| 2001                                                                   | Stuck in a Moment You Can't Get Out Of                                 | 1           | 3           | 38          | 1           | 2           | 10          | 31          | 40          | 1           | 12          | 4           | 17          | 23          | 38          | 2           | 52          | 35            | 35          | All That You Can't Leave Behind              |
| 2001                                                                   | Elevation                                                              | 1           | 6           | 21          | 1           | 2           | 9           | 34          | 31          | 3           | 1           | 5           | 35          | 33          | 20          | 3           | —           | 21            | 8           | All That You Can't Leave Behind              |
| 2001                                                                   | Walk On                                                                | 7           | 9           | 33          | 1           | 2           | 16          | 81          | 54          | 36          | 8           | 17          | —           | 55          | 48          | 5           | —           | 19            | 10          | All That You Can't Leave Behind              |
| 2001                                                                   | New Year's Dub (U2 vs. Musique)                                        | —           | —           | —           | —           | —           | —           | —           | —           | 36          | 55          | —           | —           | —           | 93          | 15          | —           | —             | —           | /                                            |
| 2002                                                                   | Electrical Storm                                                       | 2           | 5           | 8           | 1           | 1           | 2           | 18          | 8           | 1           | 4           | 4           | 5           | 13          | 5           | 5           | 77          | 26            | 14          | The Best of 1990-2000                        |
| 2002                                                                   | The Hands That Built America                                           | —           | —           | —           | —           | —           | —           | —           | —           | —           | —           | —           | —           | —           | —           | —           | —           | —             | —           | The Best of 1990-2000                        |
| 2004                                                                   | Take Me to the Clouds Above (LMC vs. U2)                               | 3           | 7           | 8           | 21          | 8           | —           | 21          | 22          | 17          | 16          | 18          | —           | 21          | 41          | 1           | —           | —             | —           | /                                            |
| 2004                                                                   | Vertigo                                                                | 1           | 5           | 4           | 2           | 1           | 2           | 12          | 9           | 1           | 2           | 2           | 5           | 2           | 6           | 1           | 31          | 3             | 1           | How to Dismantle an Atomic Bomb              |
| 2005                                                                   | All Because of You                                                     | 4           | 23          | 37          | 1           | 2           | —           | —           | 37          | 2           | 4           | 13          | —           | 37          | —           | 4           | —           | 20            | 6           | How to Dismantle an Atomic Bomb              |
| 2005                                                                   | Sometimes You Can't Make It on Your Own                                | 3           | 19          | 25          | 1           | 1           | 11          | 60          | 23          | 2           | 5           | 6           | 12          | 24          | 39          | 1           | 97          | —             | 29          | How to Dismantle an Atomic Bomb              |
| 2005                                                                   | City of Blinding Lights                                                | 8           | 31          | 28          | 2           | 1           | —           | 89          | 24          | 5           | 3           | —           | —           | 8           | 41          | 2           | —           | —             | —           | How to Dismantle an Atomic Bomb              |
| 2005                                                                   | Original of the Species                                                | —           | —           | —           | —           | —           | —           | —           | —           | —           | —           | —           | —           | —           | —           | —           | —           | —             | —           | How to Dismantle an Atomic Bomb              |
| 2005                                                                   | Sgt. Pepper's Lonely Hearts Club Band (con Paul McCartney)             | —           | —           | —           | —           | —           | —           | —           | —           | —           | —           | —           | —           | —           | —           | —           | 48          | —             | —           | /                                            |
| 2006                                                                   | One (Mary J. Blige feat. U2)                                           | 2           | —           | 1           | 35          | —           | —           | 35          | 6           | 2           | 3           | 1           | —           | 27          | 2           | 2           | 86          | —             | —           | The Breakthrough                             |
| 2006                                                                   | The Saints Are Coming (con i Green Day)                                | 1           | 1           | 3           | 1           | 1           | 8           | 44          | 6           | 1           | 1           | 1           | 4           | 4           | 1           | 2           | 51          | 33            | 22          | U218 Singles                                 |
| 2007                                                                   | Window in the Skies                                                    | 5           | 17          | 11          | 1           | 2           | —           | —           | 14          | 1           | 2           | 8           | 28          | 38          | 34          | 4           | —           | —             | 32          | U218 Singles                                 |
| 2008                                                                   | The Ballad of Ronnie Drew (con The Dubliners, Kíla, A Band of Bowsies) | 1           | —           | —           | —           | —           | —           | —           | —           | —           | —           | —           | —           | —           | —           | —           | —           | —             | —           | /                                            |
| 2009                                                                   | Get on Your Boots                                                      | 1           | 26          | 11          | 3           | 20          | —           | 6           | 19          | 4           | 5           | 5           | 20          | 8           | 65          | 12          | 37          | 26            | 5           | No Line on the Horizon                       |
| 2009                                                                   | Magnificent                                                            | 5           | —           | 51          | 68          | 41          | —           | 15          | 25          | 11          | 6           | —           | —           | 16          | 45          | 42          | 79          | 29            | 18          | No Line on the Horizon                       |
| 2009                                                                   | I'll Go Crazy If I Don't Go Crazy Tonight                              | 7           | —           | 34          | 72          | 32          | —           | 21          | 40          | —           | 14          | —           | —           | 47          | 49          | 32          | —           | —             | 31          | No Line on the Horizon                       |
| "—" indica un singolo non classificato o non pubblicato in quel Paese. |                                                                        |             |             |             |             |             |             |             |             |             |             |             |             |             |             |             |             |               |             |                                              |

### Anni 2010/2020
| Anno | Titolo                                                                 | Classifiche | Classifiche | Classifiche | Classifiche | Classifiche | Classifiche | Classifiche | Classifiche | Classifiche | Classifiche | Classifiche | Classifiche | Classifiche | Classifiche | Album di provenienza                        |
| Anno | Titolo                                                                 | IRL         | AUT         | BEL (FL)    | BEL (WA)    | CAN         | ESP         | FRA         | GER         | ITA         | NLD         | SWI         | UK          | USA         | USA Alt.    | Album di provenienza                        |
| ---- | ---------------------------------------------------------------------- | ----------- | ----------- | ----------- | ----------- | ----------- | ----------- | ----------- | ----------- | ----------- | ----------- | ----------- | ----------- | ----------- | ----------- | ------------------------------------------- |
| 2013 | Ordinary Love                                                          | 13          | 29          | 14          | 10          | 29          | 20          | 21          | 39          | 1           | 6           | 11          | 82          | 84          | 7           | /                                           |
| 2014 | Invisible                                                              | 24          | 39          | 43          | 9           | 4           | 5           | 11          | 48          | 6           | 41          | 22          | 65          | —           | 1           | /                                           |
| 2014 | The Miracle (of Joey Ramone)                                           | —           | —           | 63          | 56          | —           | —           | —           | —           | 47          | —           | —           | —           | —           | 22          | Songs of Innocence                          |
| 2014 | Every Breaking Wave                                                    | —           | —           | 57          | 68          | —           | —           | 93          | —           | 67          | —           | —           | —           | —           | 24          | Songs of Innocence                          |
| 2015 | Song for Someone                                                       | —           | —           | 76          | 80          | —           | —           | —           | —           | —           | —           | —           | —           | —           | —           | Songs of Innocence                          |
| 2017 | Red Hill Mining Town (2017 Mix)                                        | —           | —           | —           | —           | —           | —           | —           | —           | —           | —           | —           | —           | —           | —           | The Joshua Tree                             |
| 2017 | You're the Best Thing About Me                                         | 66          | —           | 29          | 45          | —           | 8           | 24          | —           | 78          | —           | 48          | 92          | —           | 21          | Songs of Experience                         |
| 2017 | The Blackout                                                           | —           | —           | —           | —           | —           | —           | —           | —           | —           | —           | —           | —           | —           | —           | Songs of Experience                         |
| 2017 | Get Out of Your Own Way                                                | —           | —           | 56          | 54          | —           | 38          | 89          | —           | —           | —           | 73          | —           | —           | —           | Songs of Experience                         |
| 2018 | Lights of Home                                                         | —           | —           | —           | —           | —           | —           | —           | —           | —           | —           | —           | —           | —           | —           | Songs of Experience                         |
| 2018 | Love Is Bigger Than Anything in Its Way                                | —           | —           | —           | —           | —           | —           | —           | —           | —           | —           | —           | —           | —           | —           | Songs of Experience                         |
| 2018 | Landlady                                                               | —           | —           | —           | —           | —           | —           | —           | —           | —           | —           | —           | —           | —           | —           | Songs of Experience                         |
| 2019 | Ahimsa                                                                 | —           | —           | —           | —           | —           | —           | —           | —           | —           | —           | —           | —           | —           | —           | /                                           |
| 2021 | Your Song Saved My Life                                                | —           | —           | —           | —           | —           | —           | —           | —           | —           | —           | —           | —           | —           | —           | Sing 2 (Original Motion Picture Soundtrack) |
| 2023 | Pride (In the Name of Love) - Songs of Surrender                       | —           | —           | —           | —           | —           | —           | —           | —           | —           | —           | —           | —           | —           | —           | Songs of Surrender                          |
| 2023 | With or Without You - Songs of Surrender                               | —           | —           | —           | —           | —           | —           | —           | —           | —           | —           | —           | —           | —           | —           | Songs of Surrender                          |
| 2023 | One - Songs of Surrender                                               | —           | —           | —           | —           | —           | —           | —           | —           | —           | —           | —           | —           | —           | —           | Songs of Surrender                          |
| 2023 | Beautiful Day - Songs of Surrender                                     | —           | —           | —           | —           | —           | —           | —           | —           | —           | —           | —           | —           | —           | —           | Songs of Surrender                          |
| 2023 | Atomic City                                                            | —           | —           | —           | —           | —           | —           | —           | —           | —           | —           | —           | —           | —           | —           |                                             |
| 2023 | "—" indica un singolo non classificato o non pubblicato in quel Paese. |             |             |             |             |             |             |             |             |             |             |             |             |             |             |                                             |

## Videografia

### Film cinematografici
| Anno | Titolo |
| ---- | --- |
| 1988 | Rattle and Hum - Pubblicazione: 27 ottobre 1988 - Etichetta: Island Records - Formati: VHS, DVD, HD DVD, Blu-ray |
| 2008 | U2 3D - Pubblicazione: 15 febbraio 2008 - Etichetta: Island Records - Formati: 3D Movie                          |
| 2011 | From the Sky Down - Pubblicazione: 8 settembre 2011 - Etichetta: Universal Music Group - Formati: DVD, Blu-ray   |

### Album video
| Anno | Titolo | Certificazioni                                                                                                |
| ---- | --- | --- |
| 1983 | Live at Red Rocks: Under a Blood Red Sky - Pubblicazione: Novembre 1983 - Etichetta: Island Records - Formato: VHS, Betamax, DVD                                       | |
| 1985 | The Unforgettable Fire Collection - Pubblicazione: 1985 - Etichetta: Island Records - Formato: VHS, LaserDisc                                                          | |
| 1992 | Achtung Baby The Videos, the Cameos, and a Whole Lot of Interference from Zoo TV - Pubblicazione: 17 maggio 1992 - Etichetta: Island Records - Formato: VHS, LaserDisc | - CAN: Oro - US: Platino                                                                                      |
| 1994 | Zoo TV: Live from Sydney - Pubblicazione: 17 maggio 1994 - Etichetta: Island Records - Formati: VHS, LaserDisc, DVD                                                    | - AUS: 2× Platino - US: Platino                                                                               |
| 1998 | PopMart: Live from Mexico City - Pubblicazione: 22 novembre 1998 - Etichetta: Island Records - Formati: VHS, DVD                                                       | - AUS: Oro |
| 1999 | The Best of 1980-1990 - Pubblicazione: Aprile 1999 - Etichetta: Island Records - Formato: VHS                                                                          | - UK: Oro |
| 2000 | Classic Albums: U2 - The Joshua Tree - Pubblicazione: 2000 - Etichetta: Eagle Records - Formato: DVD                                                                   | - UK: Oro |
| 2001 | Elevation 2001: U2 Live from Boston - Pubblicazione: 26 novembre 2001 - Etichetta: Island Records - Formato: VHS, DVD                                                  | - AUS: 2× Platino - AUT: Oro - CAN: 5× Platino - FRA: 3× Platino - GER: Oro - UK: 2× Platino - US: 2× Platino |
| 2002 | The Best of 1990-2000 - Pubblicazione: 2 dicembre 2002 - Etichetta: Island Records - Formati: VHS, DVD                                                                 | - FRA: Platino - UK: Platino                                                                                  |
| 2003 | U2 Go Home - Live from Slane Castle Ireland - Pubblicazione: 17 novembre 2003 - Etichetta: Island Records - Formato: DVD                                               | - AUS: 7× Platino - FRA: Oro - UK: 2× Platino                                                                 |
| 2005 | Vertigo 2005: Live from Chicago - Pubblicazione: 14 novembre 2005 - Etichetta: Island Records - Formato: DVD                                                           | - AUS: 7× Platino - IRL: Platino - FRA: Diamante - GER: Platino - NLD: Oro - UK: 2× Platino - SWI: Oro        |
| 2006 | Vertigo 05: Live from Milan - Pubblicazione: 17 novembre 2006 - Etichetta: Island Records - Formato: DVD                                                               | |
| 2006 | U218 Videos - Pubblicazione: 17 novembre 2006 - Etichetta: Island Records - Formato: DVD                                                                               | - AUS: 2× Platino                                                                                             |
| 2009 | Linear - Pubblicazione: 3 marzo 2009 - Etichetta: Interscope - Formato: Download digitale, DVD                                                                         | |
| 2010 | U2 360° at the Rose Bowl - Pubblicazione: 7 giugno 2010 - Etichetta: Mercury Records - Formato: DVD, Blu Ray                                                           | - AUS: 3× Platino - CAN: 5× Platino - IRL: 2× Platino - GER: 3× Oro - UK: Oro - SWI: Oro                      |
| 2016 | U2 Innocence + Experience Live in Paris - Pubblicazione: 10 giugno 2016 - Etichetta: Island, Interscope - Formato: DVD, Blu Ray, download digitale                     | |

### Video musicali
| Anno | Titolo                                     | Album                                        | Note                    |
| ---- | ------------------------------------------ | -------------------------------------------- | ----------------------- |
| 1980 | I Will Follow                              | Boy                                          |                         |
| 1981 | Gloria                                     | October                                      |                         |
| 1982 | A Celebration                              | No video da album                            |                         |
| 1983 | New Year's Day                             | War                                          | 2 video                 |
| 1983 | Two Hearts Beat as One                     | War                                          |                         |
| 1983 | Sunday Bloody Sunday (live)                | Under a Blood Red Sky                        |                         |
| 1984 | Pride (In the Name of Love)                | The Unforgettable Fire                       | 3 video                 |
| 1984 | The Unforgettable Fire                     | The Unforgettable Fire                       |                         |
| 1984 | A Sort of Homecoming (live)                | The Unforgettable Fire                       |                         |
| 1985 | Bad (live)                                 | The Unforgettable Fire                       |                         |
| 1987 | With or Without You                        | The Joshua Tree                              | 2 video                 |
| 1987 | I Still Haven't Found What I'm Looking For | The Joshua Tree                              |                         |
| 1987 | Where the Streets Have No Name             | The Joshua Tree                              |                         |
| 1987 | Red Hill Mining Town                       | The Joshua Tree                              |                         |
| 1987 | Spanish Eyes                               | No video da album                            |                         |
| 1987 | In God's Country (live)                    | The Joshua Tree                              |                         |
| 1987 | One Tree Hill (live)                       | The Joshua Tree                              |                         |
| 1987 | Christmas (Baby Please Come Home) (live)   | No video da album                            |                         |
| 1988 | Desire                                     | Rattle and Hum                               | 2 video                 |
| 1988 | Angel of Harlem                            | Rattle and Hum                               |                         |
| 1989 | When Love Comes to Town                    | Rattle and Hum                               | 2 video                 |
| 1989 | All I Want Is You                          | Rattle and Hum                               |                         |
| 1990 | Night and Day                              | No video da album                            |                         |
| 1991 | The Fly                                    | Achtung Baby                                 |                         |
| 1991 | Mysterious Ways                            | Achtung Baby                                 |                         |
| 1991 | One                                        | Achtung Baby                                 | 3 video                 |
| 1992 | Even Better Than the Real Thing            | Achtung Baby                                 | 3 video                 |
| 1992 | Until the End of the World                 | Achtung Baby                                 | 2 video                 |
| 1992 | Who's Gonna Ride Your Wild Horses          | Achtung Baby                                 |                         |
| 1993 | Love Is Blindness                          | Achtung Baby                                 |                         |
| 1993 | Numb                                       | Zooropa                                      | 2 video                 |
| 1993 | Lemon                                      | Zooropa                                      | 2 video                 |
| 1993 | Stay (Faraway, So Close!)                  | Zooropa                                      |                         |
| 1993 | I've Got You Under My Skin                 | No video da album                            | featuring Frank Sinatra |
| 1995 | Miss Sarajevo                              | Original Soundtracks 1                       |                         |
| 1995 | Hold Me Thrill Me Kiss Me Kill Me          | Batman Forever Original Soundtrack           |                         |
| 1997 | Discothèque                                | Pop                                          |                         |
| 1997 | Staring at the Sun                         | Pop                                          | 2 video                 |
| 1997 | Last Night on Earth                        | Pop                                          |                         |
| 1997 | Please                                     | Pop                                          | 2 video                 |
| 1997 | If God Will Send His Angels                | Pop                                          |                         |
| 1997 | Mofo                                       | Pop                                          | versione remix          |
| 1998 | Sweetest Thing                             | The Best of 1980-1990                        |                         |
| 2000 | The Ground Beneath Her Feet                | The Million Dollar Hotel Original Soundtrack |                         |
| 2000 | Beautiful Day                              | All That You Can't Leave Behind              | 2 video                 |
| 2001 | Stuck in a Moment You Can't Get Out Of     | All That You Can't Leave Behind              | 2 video                 |
| 2001 | Walk On                                    | All That You Can't Leave Behind              | 2 video                 |
| 2001 | Elevation                                  | All That You Can't Leave Behind              |                         |
| 2002 | Electrical Storm                           | The Best of 1990-2000                        |                         |
| 2003 | The Hands That Built America               | Gangs of New York soundtrack                 |                         |
| 2004 | Vertigo                                    | How to Dismantle an Atomic Bomb              | 3 video                 |
| 2004 | All Because of You                         | How to Dismantle an Atomic Bomb              |                         |
| 2005 | Sometimes You Can't Make It on Your Own    | How to Dismantle an Atomic Bomb              | 2 video                 |
| 2005 | City of Blinding Lights                    | How to Dismantle an Atomic Bomb              |                         |
| 2005 | Original of the Species                    | How to Dismantle an Atomic Bomb              | 2 video                 |
| 2006 | One                                        | The Breakthrough                             | featuring Mary J. Blige |
| 2006 | The Saints Are Coming                      | U218 Singles                                 | featuring Green Day     |
| 2006 | Window in the Skies                        | U218 Singles                                 | 3 video                 |
| 2008 | I Believe in Father Christmas              | No video da album                            |                         |
| 2009 | Get On Your Boots                          | No Line on the Horizon                       | 2 video                 |
| 2009 | Magnificent                                | No Line on the Horizon                       |                         |
| 2009 | I'll Go Crazy If I Don't Go Crazy Tonight  | No Line on the Horizon                       | 2 video                 |
| 2011 | Even Better Than the Real Thing            | No video da album                            | 360° Remix              |
| 2013 | Ordinary Love                              | No video da album                            | 2 video                 |
| 2014 | Invisible                                  | No video da album                            |                         |
| 2014 | The Miracle (of Joey Ramone)               | Songs of Innocence                           |                         |
| 2015 | Every Breaking Wave                        | Songs of Innocence                           |                         |
| 2015 | Song for Someone                           | Songs of Innocence                           | 2 video                 |
| 2017 | You're the Best Thing About Me             | Songs of Experience                          | 2 video                 |
| 2017 | The Blackout                               | Songs of Experience                          |                         |
| 2018 | Get Out of Your Own Way                    | Songs of Experience                          |                         |
| 2018 | American Soul                              | Songs of Experience                          |                         |
| 2018 | Love Is Bigger Than Anything in Its Way    | Songs of Experience                          |                         |